# Ланувио
Ланувио (итал. Lanuvio) је насеље у Италији у округу Рим, региону Лацио.
Према процени из 2011. у насељу је живело 6467 становника. Насеље се налази на надморској висини од 276 м.

## Становништво
| 1936. | 1951. | 1961. | 1971. | 1981. | 1991. | 2001. | 2011.  |
| ----- | ----- | ----- | ----- | ----- | ----- | ----- | ------ |
| 2.636 | 3.846 | 4.498 | 5.228 | 6.444 | 8.177 | 9.994 | 13.006 |